# شهرستان اوکانوگان (واشینگتن)
شهرستان اوکانوگان، واشینگتن (به انگلیسی: Okanogan County, Washington) یک شهرستان در ایالات متحده آمریکا است که در ایالت واشینگتن واقع شده‌است.

## خصوصیات
شهرستان اوکانوگان ۱۳٬۷۶۵٫۸۶ کیلومترمربع مساحت دارد.